# Monika Absolonová

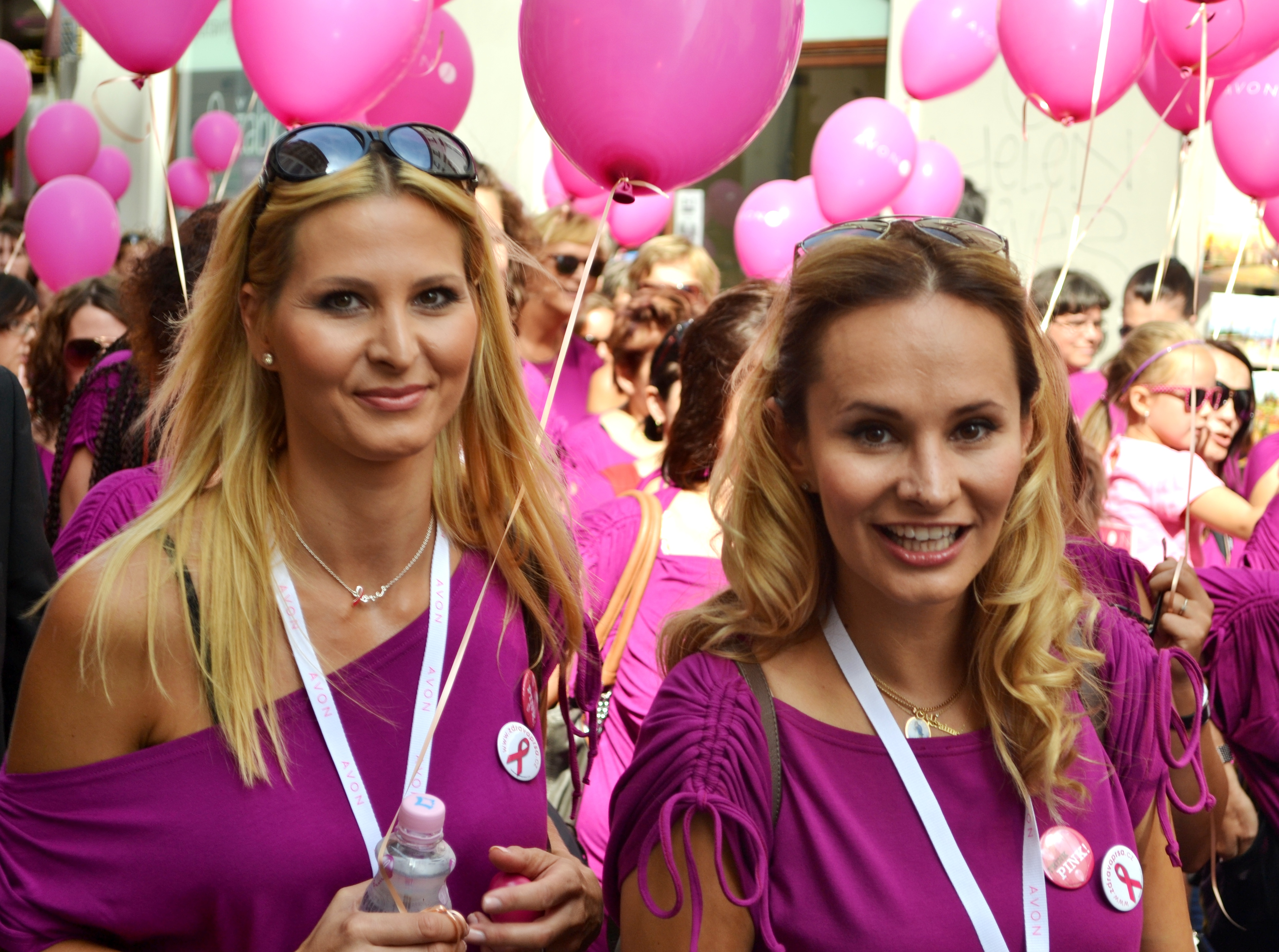
S Ivanou Gottovou během AVON pochodu v Praze v roce 2013

Monika Absolonová (* 27. září 1976 Benešov) je česká zpěvačka, herečka a moderátorka pořadu Taxík. Hrála v české pohádce Princezna ze mlejna 2. Nazpívala českou verzi písničky Let it go, k pohádce Ledové království. V roce 2018 moderovala pořad stanice Nova O 10 let mladší – avšak v roce 2019 v moderování pořadu nepokračovala. Od roku 2020 hraje s Filipem Blažkem Duety ve Studiu Dva.

## Život
Svou pěveckou kariéru odstartovala již v 7 letech, kdy začala zpívat v Kühnově dětském sboru. Počátkem 90. let chodila na hodiny zpěvu k Lídě Nopové a od roku 1996 k Eduardu Klezlovi. V roce 1993 vydala své první CD s názvem Monika. Studovala soukromou střední hotelovou školu v Praze, po absolvování této školy navázala studiem německého jazyka na Akademii Jana Amose Komenského.
Jejím prvním velkým muzikálem byl Dracula, kde po jejím boku zářila i česká šansoniérka Renata Drössler. Dále hrála v muzikálu Krysař Daniela Landy a divadelních verzích muzikálů Rebelové a Noc na Karlštejně. Je obsazována do titulních rolí v muzikálech Michala Davida v Divadle Broadway – Kleopatra, Tři mušketýři (role Mylady), Angelika. Objevuje se také v činohře (Veronika ve hře Lumíra Olšovského, Den na zkoušku v Divadle Radka Brzobohatého) i ve filmu (čarodějnice v Princezně ze mlejna 2, menší role ve Zdivočelé zemi, Kameňáku 2 a Kameňáku 3). Dále hrála v muzikálu Mary Poppins hlavní roli Mary Poppins a roli Inéz v muzikálu Zorro. V roce 2014 si zahrála také hlavní roli v muzikálu Antoinetta – královna Francie, který uvádí divadlo Hybernia. Od roku 2015 hraje v muzikálu Evita a hře Do ložnice vstupujte jednotlivě. Našla si taky přítele hokejistu Tomáše Hornu.
V letech 2002 a 2003 byla vyhlášena skokankou roku v anketě Zlatý slavík. Za roli Kleopatry byla za rok 2002 nominována na cenu Thálie, tuto cenu pak obdržela v roce 2011 za hlavní roli v muzikálu Funny Girl (uvedení v Severočeském divadle opery a baletu v Ústí nad Labem). Roli Fanny Briceové si později zopakovala i v uvedeních Funny Girl v ostravském Divadlu Jiřího Myrona (r. 2014, v alternaci s Martinou Šnytovou) a v pražském Studiu DVA (r. 2017).
V září 2005 založila společně s Ivetou Kopperovou a Michalem Srpem obchodní společnost IMM PRODUCT, s.r.o., o dva roky později svůj podíl v IMM prodala.
Před rokem 2008 si nechala chirurgicky zmenšit nos. Na jaře 2012 začala moderovat televizní soutěž Taxík.
Dne 20. listopadu 2015 se jí a jejímu tehdejšímu partnerovi Tomáši Hornovi narodil syn Tadeáš (3,96 kg a 52 cm). O tři roky později se jim narodil 10. listopadu 2018 syn Matouš (2,96 kg a 49 cm).
Ve středu 3. června 2020 vystoupila na posledním rozloučení se zpěvačkou Evou Pilarovou v bazilice Nanebevzetí Panny Marie v Praze na Strahově.
Každé úterý vysílá na instagramu vaření s Tetou Móňou ve spolupráci s Billou.

## Diskografie
- Monika (1993)
  - 1. V tričku z lásky díru mám
  - 2. Pojď ke mně blíž
  - 3. Díky
  - 4. Nápis v očích
  - 5. Hřívový sen
  - 6. Pod peřinou
  - 7. Hádej
  - 8. Já vím svý
  - 9. Proč si masku brát
  - 10. Chvílemi zdá se mi
  - 11. S láskou vchází hřích
  - 12. Ráno

- Dál jen při mně stůj (1994)
  - 1. Dál jen při mně stůj
  - 2. Sklapni kufr, nezájem
  - 3. Láska lháře bolí
  - 4. Měj mě rád
  - 5. Manekýna
  - 6. Zámek Smíření
  - 7. Funky mejdan
  - 8. Zapomeň
  - 9. Pomatená
  - 10. Láska hoří, láska umírá
  - 11. Sen nevinných

- První den (1999)
  - 1. První den
  - 2. Stíny v ohni
  - 3. Anonym
  - 4. Hraj mi dál
  - 5. Křídla
  - 6. Noc
  - 7. Domov můj
  - 8. Dy da du
  - 9. Déšť
  - 10. Řekni, kde ty kytky jsou
  - 11. Led a soda
  - 12. Maják Zbloudilých
  - 13. Cizí hlas
  - 14. První den (dance mix)
  - 15. Svět zázraků

- Jsem nevěrná (2001)
  - 1. Anděl
  - 2. Vím, že jednou ráno
  - 3. To má být láska
  - 4. Se sluncem v zádech
  - 5. Sfouknu Tě jak svíčku
  - 6. Zůstat smíš
  - 7. Charlie válí
  - 8. Rohlík
  - 9. Láska
  - 10. Jsem nevěrná
  - 11. Tak fajn
  - 12. Tak prázdná
  - 13. S nebývalou ochotou
  - 14. Zejtra už Ti sbohem dám

- Zůstávám dál (2004)
  - 1. Pondělí
  - 2. Mona Absolona
  - 3. Dál jen při mně stůj
  - 4. Já a Růža
  - 5. Už to vím
  - 6. Zůstávám dál
  - 7. Jsi krásnej chlap
  - 8. Čas na lásku mít
  - 9. Dřív než půjdem spát
  - 10. Proč pláču dál?
  - 11. Dávám
  - 12. Vyznání
  - 13. Pár krátkejch dnů
  - 14. Když se chlap zblázní
  - 15. Teď královnou jsem já
  - 16. Mona Absolona (w-track club rx)

- Muzikálové album (2010)
  - 1. Teď královnou jsem já
  - 2. Jsi můj pán
  - 3. Asi, asi (Honey, Honey)
  - 4. Jako Fénix
  - 5. Lásko má, já stůňu
  - 6. Volba má
  - 7. Temný stín
  - 8. Co na tom je tak zlého (I Don't Know How To Love Him)
  - 9. Hádej s kým
  - 10. Doufám, že mi sílu Bůh dá
  - 11. Chci žít Tvou láskou (I Want To Spend My Lifetime Loving You)
  - 12. Nespoutaná

- Až do nebes (2016)

## Divadelní role, výběr
- 2002 – Michal David, Zdeněk Borovec, Lucie Stropnická, Lou Fanánek Hagen: Kleopatra, Kleopatra (v alternaci s Bárou Basikovou, Ilonou Csákovou a Radkou Fišarovou), Divadlo Broadway, režie Filip Renč
- 2004 – Zdeněk Podskalský, Karel Svoboda, Jiří Štaidl, Eduard Krečmar: Noc na Karlštějně, Eliška Pomořanská (v alternaci s Kateřinou Brožovou), Hudební divadlo Karlín, režie Petr Novotný
- 2004 – Michal David, Lou Fanánek Hagen, Libor Vaculík: Tři mušketýři, Milady de Winter (v alternaci s Lindou Finkovou a Markétou Zehrerovou), Divadlo Broadway, režie Libor Vaculík
- 2005 – Lumír Olšovský: Den na zkoušku, Veronika, Divadlo Radka Brzobohatého a Branické divadlo, režie Lumír Olšovský
- 2007 – Michal David, Lou Fanánek Hagen: Angelika, Angelika (v alternaci s Dashou a Leonou Machálkovou), Divadlo Broadway, režie Jozef Bednárik
- 2009 – Michal David, Lou Fanánek Hagen, Libor Vaculík, Bohouš Josef: Mona Lisa, Mona Lisa (v alternaci s Dashou a Martou Jandovou), Divadlo Broadway, režie Libor Vaculík
- 2009 – Karel Svoboda, Zdeněk Borovec, Richard Hes: Dracula, Lorraine (v alternaci s Radkou Fišarovou a Leonou Machálkovou), Divadlo Hybernia, režie Jozef Bednárik
- 2011 – Peter Stone, Rupert Holmes: Vražda za oponou, Georgia Hendricks (v alternaci s Dashou), Hudební divadlo Karlín, režie Antonín Procházka
- 2011 – Isobel Lennart, Jule Styne, Bob Merrill: Funny Girl, Fanny Briceová, Severočeské divadlo v Ústí nad Labem, režie Lumír Olšovský[5]
- 2012 – Alain Boublil, Jean-Marc Natel, Claude-Michel Schönberg, Herbert Kretzmer: Les Misérables (Bídníci), paní Thénardierová (v alternaci s Martou Jandovou a Renátou Podlipskou), Goja Music Hall, režie Petr Novotný
- 2012 – Julian Fellowes, George Stiles, Anthony Drewe: Mary Poppins, Mary Poppins, Divadlo Hybernia (pražské uvedení inscenace Městského divadla Brno), režie Petr Gazdík[6]
- 2013 – Stephen Clark, Helen Edmundson, Gipsy Kings, John Cameron: Zorro, Inez, Divadlo Hybernia (pražské uvedení inscenace Městského divadla Brno), režie Petr Gazdík[7]
- 2014 – Jiří Hubač, Jiří Škorpík, Pavel Vrba: Antoinetta – královna Francie, Marie Antoinetta (v alternaci s Ivou Marešovou), Divadlo Hybernia, režie Radek Balaš
- 2015 – Tim Rice, Andrew Lloyd Webber: Evita, Evita (v alternaci s Radkou Fišarovou), Studio DVA, režie Ondřej Sokol
- 2017 – Isobel Lennart, Jule Styne, Bob Merrill: Funny Girl, Fanny Briceová, Studio DVA, režie Ondřej Sokol
- 2019 – Šimon Caban a Michal Caban: Bond / Medea, Madamme M (v alternaci se Zuzanou Stavnou), Studio DVA, režie Šimon Caban a Michal Caban
- 2020 – Peter Quilter: Duety, Wendy, Janet, Shelley a Angela, Studio DVA, režie Jakub Nvota
- 2024 - Peter Quilter: Judy, Judy Garland, studio DVA, Petr Gazdík

## Filmové a seriálové role
- 1999 – Princezna ze mlejna 2 (čarodějnice)
- 2004 – Kameňák 2 (zdravotní sestra)
- 2005 – Kameňák 3 (zdravotní sestra)
- 2013 – Gympl s (r)učením omezeným (Michaela Volejníková)
- 2015 – Vybíjená (Evina matka)
- 2020 – Ach, ta láska nebeská… (správkyně)
- 2021 – Prvok, Šampón, Tečka a Karel

## Dabing
- 2013 – Ledové království (zpěv Elsy, mluvené slovo Andrea Elsnerová)
- 2018 – Mary Poppins se vrací (zpěv Mary Poppins, mluvené slovo René Slováčková)
- 2019 – Ledové království II (zpěv Elsy, mluvené slovo Andrea Elsnerová)
- 2020 – Trollové: Světové turné (královna Bárbra)

## Ocenění
Český slavík:
- 2002-2003: Skokanka roku
- 2023-2024: 3. místo - Zpěvačka

Ceny Artes:
- 2023: Mistr zábavního umění

TýTý:
- 2013: 3. místo - Zpěvačka